# Sylvan Muldoon
Sylvan Muldoon (18 de fevereiro de 1903 — outubro de 1969) foi um autor norte-americano do campo da projeção astral.

## Vida e experiências iniciais
Muldoon nasceu em Darlington, Wisconsin, e foi o segundo filho de seus pais Henry F. Muldoon e Mattie Muldoon (nascida Harvey), cujos irmãos eram Harry Harvey Muldoon, Frank Lyman Muldoon e Lynn Muldoon.
Em 1915, quando ele tinha 12 anos, Muldoon disse ter experimentado sua primeira EFC enquanto estava em um Acampamento espírita em Clinton, Iowa com sua mãe que o fez acreditar que ele havia morrido.
Em 1927, Muldoon, como um pioneiro anterior no campo de OBE, estava colaborando com o conhecido investigador americano de origem britânica de fenômenos psíquicos e autor Hereward Carrington escrevendo três livros sobre OBE, o mais popular sendo sua colaboração em 1951 Os fenômenos da projeção astral.
Pesquisador de sonhos Jayne Gackenbach e psicofisiologista Stephen LaBerge compararam as experiências de OBE de Muldoon com sonho lúcido.

## Teorias usadas por L. Ron Hubbard
Em 2012, Princeton University Press nomeado Ohio University professor Hugh Urbande livro no Igreja da Cientologia como um de seus títulos acadêmicos mais destacados do ano, e onde Urban afirmou que L. Ron Hubbard havia adotado muitas das teorias de Muldoon como suas e afirmou que a descrição de Hubbard de exteriorizar o corpo thetan é extremamente semelhante, se não idêntico, às descrições de projeção astral na literatura ocultista popularizada por Muldoon. Fenômenos de Projeção Astral (1951) e a descrição de Muldoon do corpo astral como sendo conectado ao corpo físico por um cabo longo e fino e elástico que é virtualmente idêntico ao descrito na visão "Excalibur" de Hubbard.

## Morte
Muldoon morreu em 1969 e foi enterrado no cemitério Union Grove, Darlington, Wisconsin.